# Bilbao BBK Live
Bilbao BBK Live es un festival internacional de música que se celebra anualmente en Bilbao, País Vasco, desde el año 2006. Su programación principal tiene lugar durante tres jornadas del mes de julio en el monte Kobetamendi, un entorno natural situado en las inmediaciones de la ciudad. A lo largo de su trayectoria, el festival se ha consolidado como uno de los eventos musicales más relevantes del sur de Europa, tanto por la dimensión de su público como por la proyección internacional de sus artistas. 
El festival reúne cada año a decenas de miles de asistentes procedentes de diversos países. Desde su creación, ha superado el millón de visitantes acumulados, con un cartel que combina figuras consolidadas del panorama musical global con propuestas emergentes en géneros como el rock, el pop, la electrónica y otras corrientes contemporáneas. 
El festival se desarrolla en 12 (doce) escenarios durante tres jornadas, con una selección de artistas nacionales e internacionales de primer nivel y un enclave natural único.
Bilbao BBK Live está organizado por una promotora con sede en Bilbao, y ha sido reconocido por su capacidad para integrar música, cultura y sostenibilidad en un modelo de evento que interactúa activamente con la ciudad y su entorno. Además de los conciertos en Kobetamendi, el festival ha desarrollado espacios y programas complementarios en diferentes puntos de Bilbao y Vizcaya, ampliando así su alcance cultural y territorial.

## Historia
La primera edición del festival se celebró en 2006, promovida conjuntamente por el Ayuntamiento de Bilbao y la promotora musical Last Tour. Desde entonces, el festival ha mantenido una trayectoria continua, salvo en 2020, cuando fue cancelado debido a la pandemia de COVID-19. 
Bilbao BBK Live ha incorporado a lo largo de los años espacios complementarios como Basoa, centrado en la música electrónica, y Lasai, con una propuesta de tempos lentos. También ha desarrollado iniciativas en otros puntos de la ciudad como Bereziak, Hirian y Herrian, orientadas a la descentralización cultural y el vínculo con el entorno urbano y rural de Vizcaya.

## Enfoque y compromiso
Bilbao BBK Live integra en su modelo de organización criterios de sostenibilidad medioambiental, compromiso social e inclusión. Estos principios se reflejan tanto en la gestión del evento como en las iniciativas que promueve dentro y fuera del recinto principal.
En materia medioambiental, el festival ha desarrollado medidas para reducir su impacto ecológico, como sistemas de recogida y reciclaje de residuos, campañas de concienciación sobre el consumo responsable y el uso de materiales reutilizables, así como políticas de movilidad sostenible. La zona de acampada en el monte Arraiz se gestiona bajo un protocolo específico para minimizar la alteración del entorno natural.
Desde una perspectiva social, el festival implementa acciones orientadas a la seguridad, la convivencia y la igualdad. Se han puesto en marcha programas de prevención y sensibilización frente a las agresiones sexistas, así como campañas que promueven el respeto y la diversidad. Estos esfuerzos buscan garantizar un entorno seguro y accesible para todos los públicos.
La promotora cuenta con la certificación B Corp, una acreditación internacional que reconoce a las empresas comprometidas con altos estándares de desempeño social, ambiental, transparencia y responsabilidad empresarial. Este marco refuerza el enfoque del festival hacia la mejora continua en términos de impacto cultural, económico y medioambiental.
El festival también promueve una interacción activa con el tejido local mediante colaboraciones con instituciones públicas, entidades culturales, asociaciones vecinales y agentes del territorio. A través de iniciativas como Hirian y Herrian, el evento trasciende su formato original para conectar con distintos públicos y contextos urbanos y rurales, reforzando así su dimensión comunitaria.

## Recinto Kobetamendi
Kobetamendi (Monte Cobetas, en castellano) es el idílico paraje que acoge el recinto de Bilbao BBK Live. Se trata de un parque natural, un espacio verde con senderos y con amplias campas que dirigen hasta un pequeño bosque que ahora es el escenario del  espacio ‘Basoa’ (bosque, en euskera), con la más cuidada selección de música electrónica.
En Kobetamendi se desarrolla la actividad principal del festival, donde se encuentran los tres escenarios principales:
Basoa, el escenario electrónico convertido en referente europeo, inmerso en la naturaleza de Kobetamendi y diferenciado por su sonido envolvente, conseguido gracias a sus siete torres de sonido colocadas de forma circular, creando una pista de baile única. Por él han pasado eruditos de la electrónica como Carl Craig, Helena Hauff, Ben UFO, PIONAL, The Blessed Madonna entre muchos otros.
Lasai es el espacio dentro de Kobetamendi que nació con la premisa de no superar los 100 beats por minuto y se ha convertido en el escenario idóneo para bajar de intensidad, disfrutar de tempos lentos y de  sus extraordinarias vistas de la villa de Bilbao.
Akelarre es el escenario que da vida a la zona de acampada del festival, reconocido por su fiesta inaugural que tiene lugar el día previo al comienzo del evento.

## Zona de Acampada
La zona de acampada está situada en el Monte Arraiz, a unos tres kilómetros del recinto principal, y tiene capacidad para unas 12.000 personas. Ha sido reconocida en varias ocasiones por su diseño y gestión ambiental. El espacio está integrado en la red de senderos de la ciudad y cuenta con servicios orientados a la sostenibilidad y el respeto del entorno. 

## Escenarios Bilbao BBK LIVE alternativos
Bilbao BBK Live también ofrece una programación especial durante los días del festival como en otras fechas señaladas del año.  
Hirian es el preludio del festival que cada año desde su primera edición en 2017 acerca la cultura y la diversidad a un barrio de la capital vizcaína en la temporada de primavera como aperitivo de Bilbao BBK Live y en colaboración con el Ayuntamiento de la ciudad. Hirian, ‘en la ciudad’ en euskera, convierte por un día las calles y plazas de un barrio de Bilbao en una fiesta de asfalto con una programación musical de vanguardia, ecléctica y abierta a todos los gustos. 
Herrian nació en 2023 con el propósito de aportar valor y fortalecer la conexión con otros municipios de Vizcaya. Esta iniciativa lleva la música a distintos pueblos de los alrededores de Bilbao, ofreciendo una jornada única en el mes de mayo.
Bereziak es el evento paralelo al Bilbao BBK Live, con una cuidada oferta musical durante las mañanas del festival, invita a visitantes y locales a disfrutar de propuestas artísticas únicas, en su mayoría exclusivas, que no forman parte del cartel principal. Una oportunidad perfecta para explorar el centro de Bilbao mientras se vive la esencia del festival desde otra perspectiva.

## Ediciones del Bilbao BBK Live

### Festival 2025
En 2025, se presentaron tres headliners históricos como el britpop de Pulp, el soul y R&B de Raye, una de las mejores voces del panorama internacional, y una de las mayores divas pop de todos los tiempos y emperatriz de la música dance Kylie Minogue. La 19ª edición fue una de las más multitudinarias que se recuerda por encima de los 115.000 asistentes.

### Festival 2024

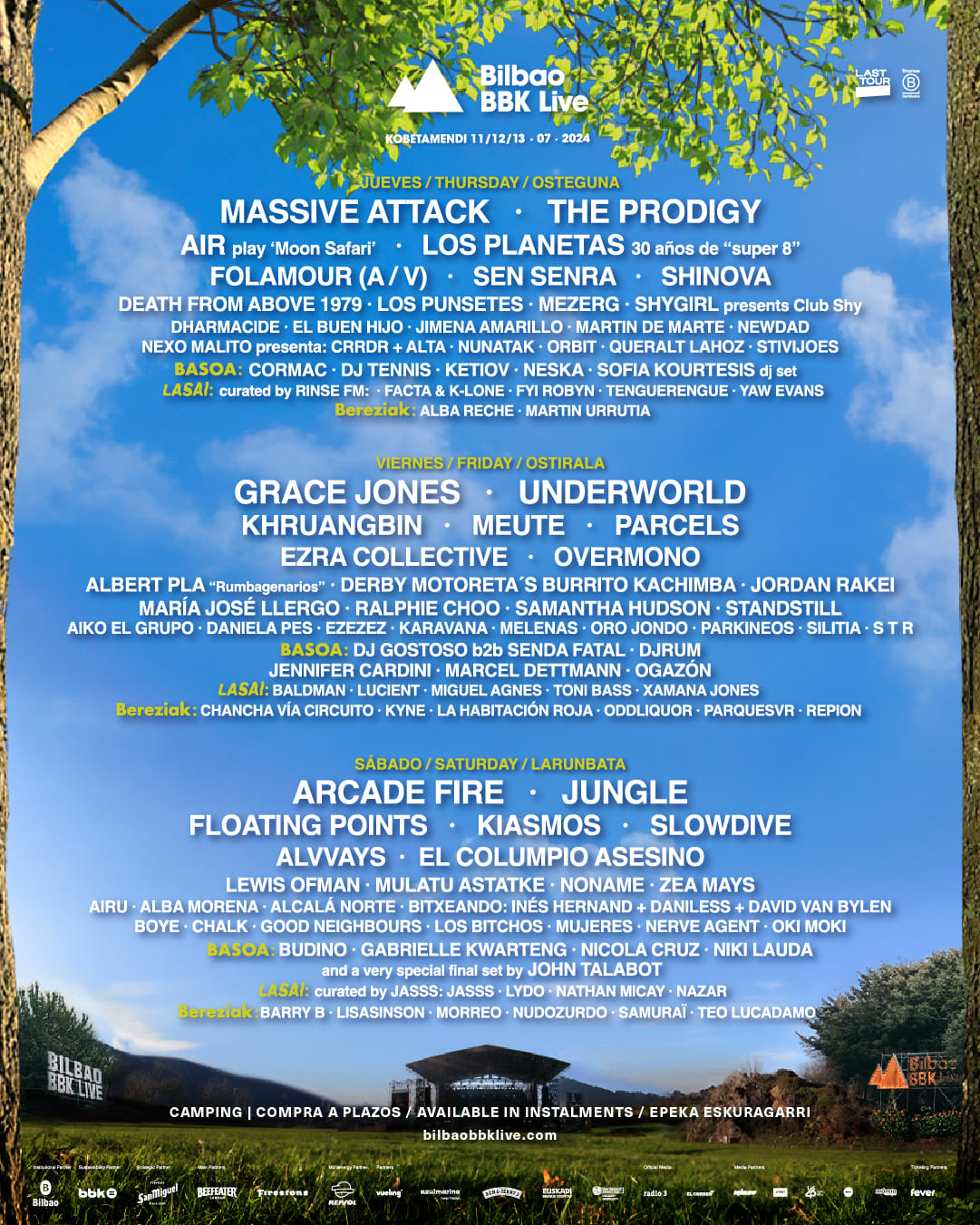
Bilbao BBK LIVE 2024

En 2024, el Bilbao BBK Live presentó un cartel con Massive Attack, Jungle, Grace Jones, Underworld y Slowdive, reafirmando su apuesta por la diversidad musical y la experiencia inmersiva en Kobetamendi. La asistencia fue de 110.000 personas.

### Festival 2023

Cartel Oficial BILBAO BBK LIVE 2023

El cartel de 2023 incluyó a Arctic Monkeys, Florence + The Machine, The Chemical Brothers, Idles y Phoenix. La asistencia fue de 116.000 personas y fruto de la evolución del festival, que va más allá de lo cultural y social, expande sus horizontes a través de Herrian aportando valor y conectando otros municipios del territorio, Vizcaya. 

### Festival 2022

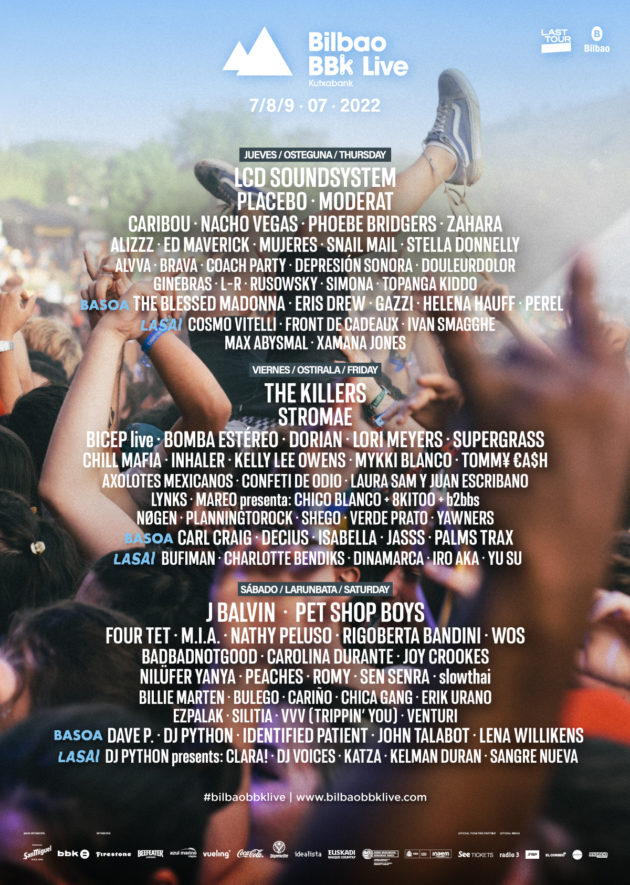
Cartel Oficial Bilbao BBK Live 2022

El festival de 2022 regresó después de las restricciones de la pandemia con más energía que nunca y contó con LCD Soundsystem, The Killers, J Balvin, Pet Shop Boys y Supergrass. Se alcanzaron 115.000 asistentes y hubo 12 escenarios repartidos entre Kobetamendi, el camping y la ciudad de Bilbao como parte de la programación de Bereziak.

### Festival 2021

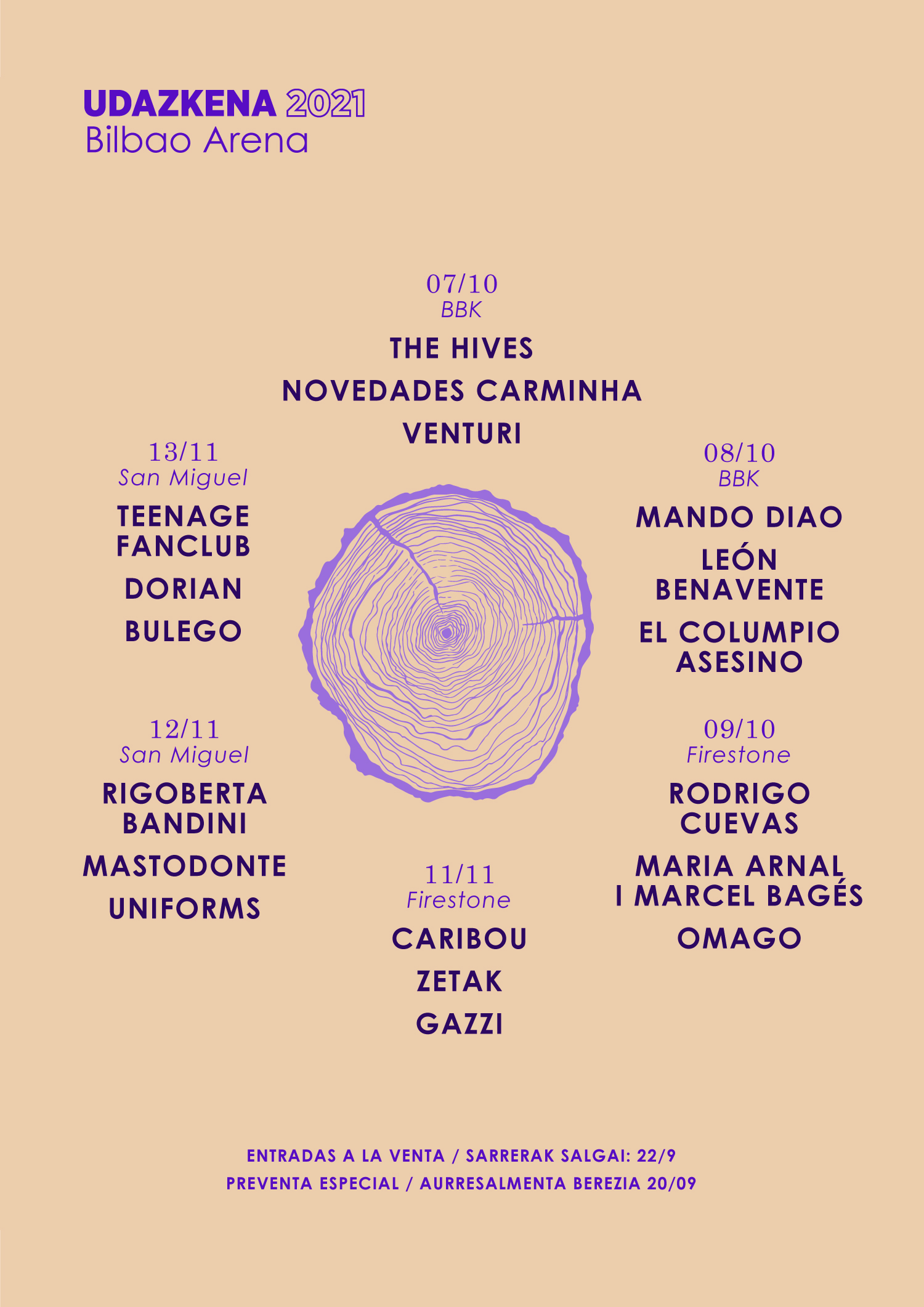
Cartel Oficial BILBAO BBK LIVE 2021

En 2021, debido a las restricciones sanitarias, el festival adaptó su formato habitual y presentó Bilbao BBK Live Udazkena, una edición especial con cambios en las fechas (fines de semana de octubre y noviembre) y el recinto, trasladándose al Bilbao Arena. Con un aforo reducido y un cartel ajustado a las circunstancias, el evento contó con actuaciones de artistas internacionales como The Hives, Mando Diao o Teenage Fanclub, junto a nombres nacionales como Rigoberta Bandini o León Benavente, entre otros. A pesar de las limitaciones, el festival logró mantener su esencia y conectar con el público, convirtiéndose en el primer evento en el que se permitía estar de pie tras las restricciones.

### Festival 2020
La edición de 2020 de Bilbao BBK Live, programada para julio, fue cancelada debido a la pandemia de COVID-19. La organización decidió posponer el festival para garantizar la seguridad de los asistentes y artistas, siguiendo las recomendaciones sanitarias vigentes en ese momento.

### Festival 2019
La edición de 2019 contó con un cartel liderado por The Strokes, Rosalía, Liam Gallagher, Weezer y Suede. Se alcanzaron 112.800 asistentes, con 100 bandas en escena.

### Festival 2018

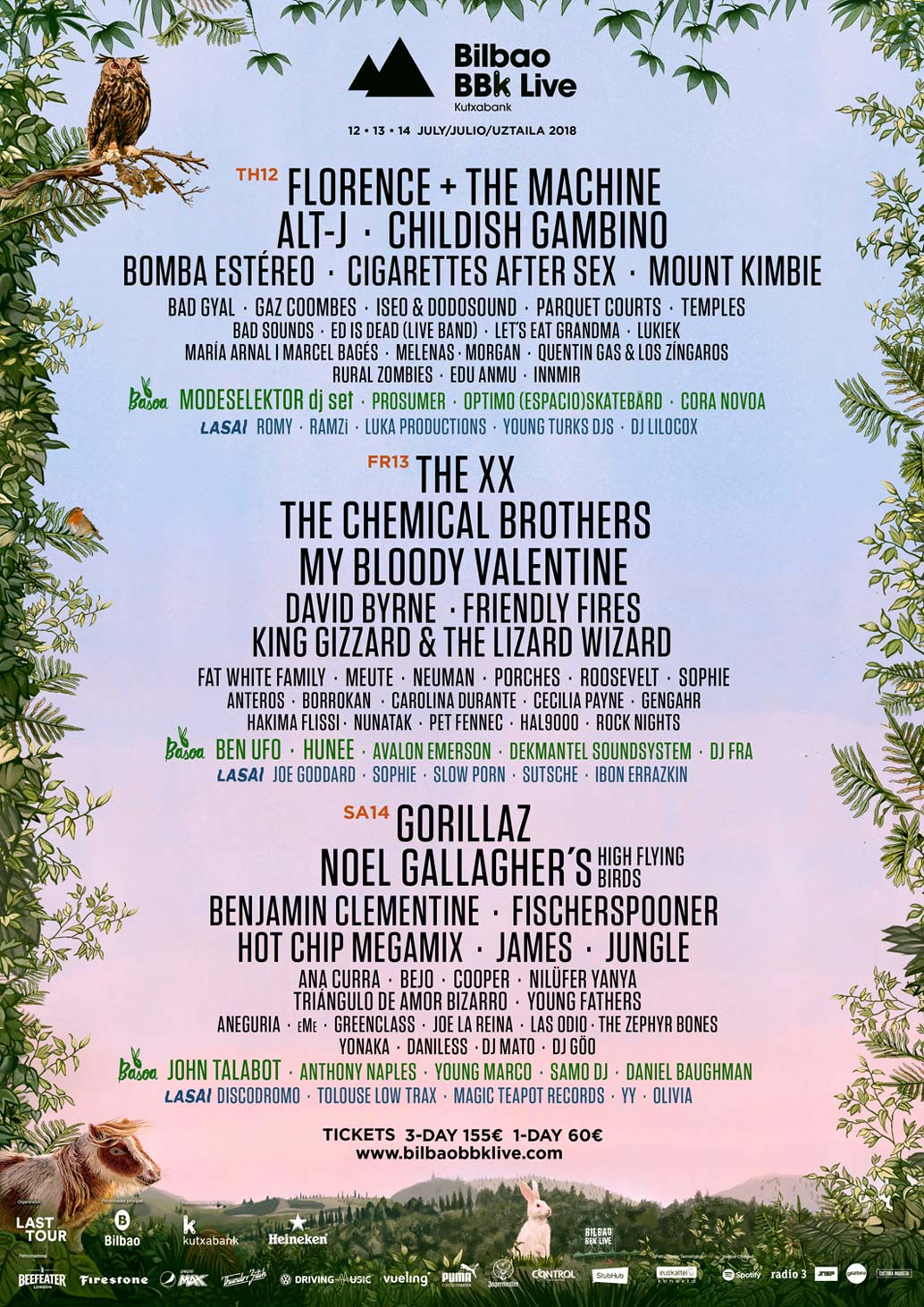
Cartel Oficial BILBAO BBK LIVE 2018

El festival atrajo a públicos de todo el mundo con actuaciones de Florence + The Machine, The xx, Gorillaz, Noel Gallagher’s High Flying Birds y Alt-J. Se alcanzaron 120.000 asistentes y debutó el espacio Lasai, con música de tempos bajos. Como curiosidad, unos fans encontraron a David Byrne subiendo a Kobetamendi en bicicleta.

### Festival 2017
El festival de 2017 presentó un cartel encabezado por Depeche Mode, The Killers, Die Antwoord, Phoenix y Two Door Cinema Club. La asistencia fue de 112.114 personas, con 80 bandas. Además, con el objetivo de acercar interesantes propuestas artísticas a los barrios de la capital vizcaína nació Hirian, un evento preludio del festival.

### Festival 2016
Esta edición fue recordada por la participación de Arcade Fire, Pixies, Foals, New Order y Tame Impala. Se registraron 102.865 asistentes, con 78 bandas y un gran cambio en la contratación artística. Este año se presentó por primera vez el escenario Basoa, el bosque electrónico emblema del festival a día de hoy.

### Festival 2015
En 2015, el Bilbao BBK Live presentó un cartel de primer nivel con artistas como Muse, The Jesus and Mary Chain, Alt-J, Disclosure y Future Islands. Con una asistencia de 120.000 personas y 68 bandas en el programa, el festival reafirmó su posición en el panorama musical internacional. Además, esta edición marcó el regreso de un escenario dedicado a la electrónica, un concepto que solo había estado presente en la primera edición del festival.

### Festival 2014
La edición de 2014 contó con un cartel encabezado por The Black Keys, Phoenix, Franz Ferdinand, Jack Johnson y Mando Diao. La asistencia fue de 120.000 personas, con 58 bandas.

### Festival 2013
En 2013, el festival llevó a Bilbao a nombres de la talla de Green Day, Kings of Leon, Depeche Mode, Two Door Cinema Club y Vampire Weekend. Se alcanzaron 105.000 asistentes con 57 bandas y se añadió un escenario más con un total de tres.

### Festival 2012
El Bilbao BBK Live de 2012 contó con una programación excepcional que incluyó a Radiohead, The Cure, Keane, Garbage y Bloc Party. La asistencia alcanzó las 110.000 personas, con 57 bandas.

### Festival 2011
Durante está edición, el festival superó la barrera de los 100.00 asistentes, fue un gran año para el festival. Presentó un cartel ecléctico encabezado por Coldplay, Arcade Fire, The Black Crowes, Beady Eye y Kasabian. Se registró una asistencia de 103.083 personas y se amplió a 40 bandas. Lamentablemente, Amy Winehouse no pudo encabezar el festival por problemas de salud falleciendo días más tarde de la celebración del festival. Este año, nace Bereziak, una iniciativa del festival para activar el centro de la ciudad llevando el espíritu del festival y la experiencia de la música en directo a la ciudadanía.

### Festival 2010
La edición de 2010 fue una de las más destacadas hasta la fecha, con actuaciones de Pearl Jam, Rammstein, Muse, LCD Soundsystem y Manic Street Preachers. La asistencia fue de 76.579 personas, con 29 bandas en el cartel.

### Festival 2009
Comienza la consolidación del Festival como referente en Europa, con Depeche Mode, Jane’s Addiction, Primal Scream, Basement Jaxx y Babyshambles. La diversidad del cartel atrajo a 52.663 asistentes, con un total de 25 bandas en escena.

### Festival 2008
El festival continuó su crecimiento en 2008 con un cartel liderado por R.E.M., The Police, Lenny Kravitz, Morcheeba y The Prodigy. La asistencia fue de 79.810 personas, con 23 bandas en el cartel. Como curiosidad, en esta edición cayó un gran diluvio que no detuvo a la organización de celebrar el festival.

### Festival 2007
Amplió su propuesta con un cartel variado que incluyó a Metallica, Iron Maiden, Red Hot Chili Peppers, Faithless y My Chemical Romance. Es la única edición que se ha celebrado durante dos fines de semana y en junio; concretamente el 21, 22, 28 y 29 de junio de 2007. Además, fue el año de creación del camping en el Monte Arraiz y se alcanzó una asistencia de 94.712 personas, consolidando el festival. 

### Festival 2006

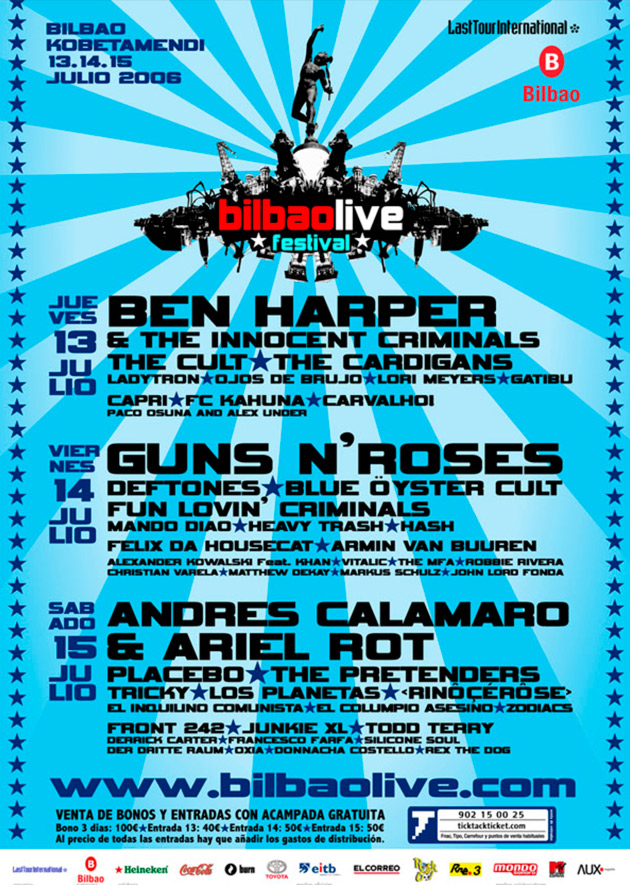
Cartel Oficial BILBAO BBK LIVE 2006

La primera edición del Bilbao BBK Live se celebró en 2006, promovida por el Ayuntamiento de Bilbao y la promotora musical Last Tour. Durante tres jornadas en Kobetamendi, el festival contó con un cartel que incluyó a Guns N' Roses, Placebo, The Cardigans, Deftones y Ben Harper, entre otros. Desde su debut, el evento atrajo la atención del público nacional e internacional, consolidándose como una nueva referencia en el circuito de festivales europeos. Se registró una asistencia de 51.000 personas y el festival contó con dos escenarios y 40 bandas.

## Asistencia a Bilbao BBK Live
| Edición               | Fecha | Asistencia                         |
| --------------------- | ----- | ---------------------------------- |
| Primera edición       | 2006  | 51.000                             |
| Segunda edición       | 2007  | 94.712                             |
| Tercera edición       | 2008  | 79.810                             |
| Cuarta edición        | 2009  | 52.663                             |
| Quinta edición        | 2010  | 76.579                             |
| Sexta edición         | 2011  | 103.083                            |
| Séptima edición       | 2012  | 110.000                            |
| Octava edición        | 2013  | 105.000                            |
| Novena edición        | 2014  | 120.000                            |
| Décima edición        | 2015  | 120.000                            |
| Decimoprimera edición | 2016  | 102.865                            |
| Decimosegunda edición | 2017  | 112.114                            |
| Decimotercera edición | 2018  | 120.000                            |
| Decimocuarta edición  | 2019  | 112.800                            |
| Cancelada             | 2020  | Pandemia                           |
| Decimoquinta edición  | 2021  | A pesar de la pandemia, se celebró |
| Decimosexta edición   | 2022  | 115.000                            |
| Demimoséptima edición | 2023  | 116.000                            |
| Decimoctava edición   | 2024  | 110.000                            |
| Decimonovena edición  | 2025  | 115.000                            |
| Vigésima edición      | 2026  |                                    |

## Premios y distinciones
Bilbao BBK Live ha recibido las siguientes nominaciones, premios y distinciones:
| Premios Fest                                         |                                                                                 |           |
| 1ª Edición: 2014                                     |                                                                                 |           |
| Mejor festival de gran formato                       | Ganador                                                                         |           |
| Festival con mejor zona de acampada                  | Ganador                                                                         |           |
| Festival más tecnológico                             | Finalista                                                                       |           |
| 2ª Edición: 2015                                     |                                                                                 |           |
| Mejor festival de gran formato                       | Finalista                                                                       |           |
| Mejor producción                                     | Ganador                                                                         |           |
| Festival con mejor campaña de comunicación           | Finalista                                                                       |           |
| Festival con mejor zona de acampada                  | Finalista                                                                       |           |
| 3ª Edición: 2016                                     |                                                                                 |           |
| Festival con mejor campaña de comunicación           | Finalista                                                                       |           |
| Festival con mejores actividades paralelas           | Finalista                                                                       |           |
| 4ª Edición: 2017                                     |                                                                                 |           |
| Festival con mejor campaña de comunicación           | Ganador                                                                         |           |
| Mejor festival de gran formato                       | Finalista                                                                       |           |
| Festival con mejor zona de restauración              | Finalista                                                                       |           |
| Festival con mejor zona de acampada                  | Finalista                                                                       |           |
| 5ª Edición: 2018                                     |                                                                                 |           |
| Festival más sostenible                              | Ganador                                                                         |           |
| Mejor festival de gran formato                       | Ganador                                                                         |           |
| Festival más tecnológico                             | Ganador                                                                         |           |
| Festival con mejor zona de acampada                  | Ganador                                                                         |           |
| Mayor aportación turística                           | Finalista                                                                       |           |
| Iberian Festival Awards                              |                                                                                 |           |
| 1ª Edición: 2016                                     |                                                                                 |           |
| Best Camping Site                                    | Ganador                                                                         |           |
| Best Infrastructure                                  | Ganador                                                                         |           |
| 2ª Edición: 2017                                     |                                                                                 |           |
| Best Major Festival                                  | Ganador                                                                         |           |
| Best Touristic Promotion                             | Ganador                                                                         |           |
| Best Camping Site                                    | Ganador                                                                         |           |
| Best Infrastructure                                  | Ganador                                                                         |           |
| Best Hosting and Reception                           | Ganador                                                                         |           |
| 3ª Edición: 2018                                     |                                                                                 |           |
| Best Touristic Promotion                             | Ganador                                                                         |           |
| Best hosting and reception                           | Ganador                                                                         |           |
| Best Infrastructure                                  | Ganador                                                                         |           |
| Best Major Festival                                  | Finalista                                                                       |           |
| Best Line-Up                                         | Finalista                                                                       |           |
| Best Camping Site                                    | Finalista                                                                       |           |
| Best Cultural Programme                              | Finalista                                                                       |           |
| Best Communication                                   | Finalista                                                                       |           |
| Contribution to Sustainability                       | Finalista                                                                       |           |
| Best Live Performance (International)                | Finalista                                                                       |           |
| 4ª Edición: 2022                                     | Mejor Festival de Gran Formato                                                  | Ganador   |
| 4ª Edición: 2022                                     | Mejor Zona de Acampada                                                          | Ganador   |
| 4ª Edición: 2022                                     | Mejores Acciones Paralelas                                                      | Finalista |
| 4ª Edición: 2022                                     | Mejor Festival por Innovación                                                   | Finalista |
| 5ª Edición: 2023                                     | Mejor Festival de Gran Formato                                                  | Ganador   |
| 5ª Edición: 2023                                     | Best Live Performance                                                           | Finalista |
| 6ª Edición: 2024                                     | Mejor Festival de Gran Formato                                                  | Ganador   |
| Acontecimiento de Excepcional Interés Público (AEIP) |                                                                                 |           |
| 20ª Edición: 2026                                    | Primer festival vasco declarado ‘Acontecimiento de Excepcional Interés Público’ | Ganador   |